# توت نساء
توتنسا روستای از توابع بخش مرکزی شهرستان ماسال در استان گیلان ایران است.که به زبان تالشی حرف میزنن. و در سالیان گذشته جز محله های روستای گنذر بوده‌ است در حال حاضر روستا از سه آبادی تشکیل شده است. توتنسای پایین با ارتفاع 260 متر. توتنسای بالا با ارتفاع 320 متر  و دیگا با ارتفاع 355 متر. در کل به عنوان روستای ( توتنسا و دیگا) و شناخته می شود. توتنسای پایین بیشترین تراکم و بافت جمعیتی رو دارد که شغل اکثریت دامداری هست. توتنسای بالا ارتفاع بالاتری نسبت به توتنسای پایین دارد و در تابستانها خوش آب و هوا تر است. محله دیگا بلند ترین آبادی و یکی از قدیمی ترین. خوش آب و هواترین و زیباترین آبادی‌های شهر ماسال است. که در امتداد قله کاسبه که بلندترین قله پوشیده از جنگل ماسال است قرار دارد. دشتی با شیب ملایم که دو طرف آن دو رودخانه وجود دارد. و دارای چشمه ها. آبشارها و مکان های دیدنی زیادی است. چشمه ( وننگا چمه ) و( انجیله چمه) دو تا از چشمه های معروف این آبادی هستن که آب شرب بسیاری از آبادی‌های پایین دست از این دو چشمه تامین می‌گردد. دو رود محلی دیگا به اسم (گیلمرادول و خاییله) و که دارای چند آبشار هستند که معروف ترین آنها آبشار دوقولو یا همون آبشار دیگا که در نزدیکی جاده قرار دارد و آبشار سیاگالیش در منطقه جنگلی خاییله قرار دارد. یکی دیگر از مکان‌های دیدنی دیگا  ( لاسه که) است که سخره ای هست زیرش خالی. به معنی خانه سخره ای که در فاصله حدود پنجاه متری با شیبی تند. مشرف به رودخانه محلی گیمرادول قرار دارد  

## جمعیت
این روستا در بخش مرکزی شهرستان ماسال قرار دارد که تعداد زیادی از اهالی قبلا برای کار به شهر و با استان های دیگر مهاجرت کرده اند که درحال حاضر افرادی که بازنشسته شده هستند بعضی ایام در شهر و بعضی روزها در این روستا زندگی میکنن. البته بیشتر بازنشستگان این روستا از اهالی آبادی دیگا هستند  